# Kaspar Stanggassinger
Kaspar Stanggassinger (Berchtesgaden, 12 gennaio 1871 – Gars am Inn, 26 settembre 1899) fu un sacerdote redentorista tedesco. Fu beatificato da Giovanni Paolo II nel 1988.

## Biografia
Secondo dei sedici figli di una coppia di bavaresi benestanti, nel 1890 entrò nel seminario diocesano di Monaco e nel 1892 entrò nel noviziato redentorista di Gars am Inn. Fu ordinato sacerdote a Ratisbona nel 1895.
Fu vice direttore del seminario minore di Dürrnberg e nel 1899 fu nominato direttore del nuovo seminario di Gars. Morì poco dopo di peritonite.

## Culto
La causa fu introdotta il 27 aprile 1960 e il processo apostolico si svolse tra il 1961 e il 1964. Il 16 gennaio 1986 fu promulgato il decreto sulle virtù eroiche di Stanggassinger, che divenne venerabile.
Papa Giovanni Paolo II lo proclamò beato in piazza San Pietro a Roma il 24 aprile 1988.
Il suo elogio si legge nel Martirologio romano al 26 settembre.